# کلاته میر اعلم
کلاته میر اعلم روستایی در دهستان فرومد بخش مرکزی شهرستان میامی استان سمنان ایران است.

## جمعیت
بر پایه سرشماری عمومی نفوس و مسکن در سال ۱۳۹۵ جمعیت این روستا ۱۰۰ نفر (۳۲خانوار) بوده‌است.